# Fernhurst
Fernhurst är en ort och civil parish i Storbritannien.   Den ligger i grevskapet West Sussex och riksdelen England, i den södra delen av landet, 70 km sydväst om huvudstaden London. Fernhurst ligger 83 meter över havet och antalet invånare är 1 756.
Terrängen runt Fernhurst är huvudsakligen platt, men den allra närmaste omgivningen är kuperad. Runt Fernhurst är det ganska tätbefolkat, med 134 invånare per kvadratkilometer. Närmaste större samhälle är Farnham, 19,3 km norr om Fernhurst. Trakten runt Fernhurst består till största delen av jordbruksmark.